# Виндхофф, Карл
Карл Виндхофф (нем. Carl Windhoff); 1882—1940) — немецкий революционный синдикалист.
Вступил в Социал-демократическую партии Германии (СДПГ) в 1890 году. Он был одним из самых важных лидеров СДПГ Дюсзельфорда, пока не покинул партию в 1901 году. Тогда он присоединился к Ассоциации свободных профсоюзов (FVdG) и стал одним из самых видных деятелей FVdG в Рхиннленде. В 1913 году Фриц Кейтер, Карл Рох и сам Виндхофф были делегатами FVdG на Первом международном синдикалистском конгрессе в Лондоне. После Первой мировой войны Виндхофф был одним из лидеров FVdG а Рурском регионе и помогал восстанавливать организацию. Он стал главой комитета в создании Союза свободных рабочих Германии (FAUD), последующей организации FVdG, в 1922 году.
«Каждый из нас, кто работает на Западе Германии и более или менее известен — говорил он, — должен каждый день рассчитывать на то, что его вытащат из постели, или что он не вернется из агитационной поездки»
В 1937 году он был арестован нацистскими властями и признан виновным, его приговорили к трём годам тюремного заключения. Спустя год он умер.